# Матіас Паредес
Матіас Паредес (ісп. Matías Paredes, нар. 1 лютого 1982) — аргентинський хокеїст на траві, олімпійський чемпіон 2016 року.

## Виступи на Олімпіадах
| Олімпіада           | Дисципліна     | Місце |
| ------------------- | -------------- | ----- |
| Афіни 2004          | хокей на траві | 11    |
| Лондон 2012         | хокей на траві | 10    |
| Ріо-де-Жанейро 2016 | хокей на траві | 1     |

## Зовнішні посилання
- Матіас Паредес — олімпійська статистика на сайті Sports-Reference.com (англ.) (архівна версія)